# Договор в Фонтенбло (1762)
Договор в Фонтенбло — секретное соглашение 1762 года между Францией и Испанией, по которому Франция уступала Испании территорию Французской Луизианы. Заключён после битвы при Сигнал Хилл (сентябрь 1762 года) в Северной Америке в ходе Франко-индейской войны, после которой Франция утратила контроль над Новой Францией (Канада). В Европе бушевали битвы, связанные с Семилетней войной. Потеряв Канаду, король Людовик XV предложил королю Испании Карлу III принять «страну, известную как штат Луизиана, а также Новый Орлеан и остров, на котором город расположен». Карл III принял это предложение 13 ноября 1762 года. К Испании отходили: вся долина Миссисипи от Аппалачей до Скалистых гор. Договор Фонтенбло держался в секрете даже во время переговоров и подписания Парижского мирного договора (1763), который завершил войну с Великобританией.
Парижский мирный договор (1763), между Францией и Великобританией разделил Луизиану: восточная половина была передана Великобритании, в западной половине и Новом Орлеане номинально сохранялась власть Франции. Правительство Испании не оспаривало контроль Великобританией восточной Луизианы. Кроме того, согласно Парижскому договору, Испания уступила Флориду Великобритании и Западная Луизиана рассматривалась как компенсация. По Парижскому мирному договору французским колонистам, не желавшим жить под британским правлением, предоставлялось 18 месяцев, в течение которых они могли свободно эмигрировать в другие французские колонии. Многие из этих эмигрантов переехали в Луизиану, где они обнаружили, что оказались под властью Испании.
Уступка Испании была, наконец, оглашена в 1764 году. В письме от 21 апреля 1764 года, Людовик сообщил губернатору Карлу Филиппу Обри о договоренности:
Надеюсь, что Его Католическое Величество будет рад оказать своим новым подданным из Луизианы защиту, которую только несчастья войны помешали оказать нам.
Колонисты в западной Луизиане не признали это соглашение и изгнали первого испанского губернатора в ходе восстания 1768 года. Ирландский эмигрант Алехандро О`Рейли подавил восстание и официально поднял испанский флаг в 1769 году.